# ブレンガルテン-ディーティコン鉄道BDe8/8形電車

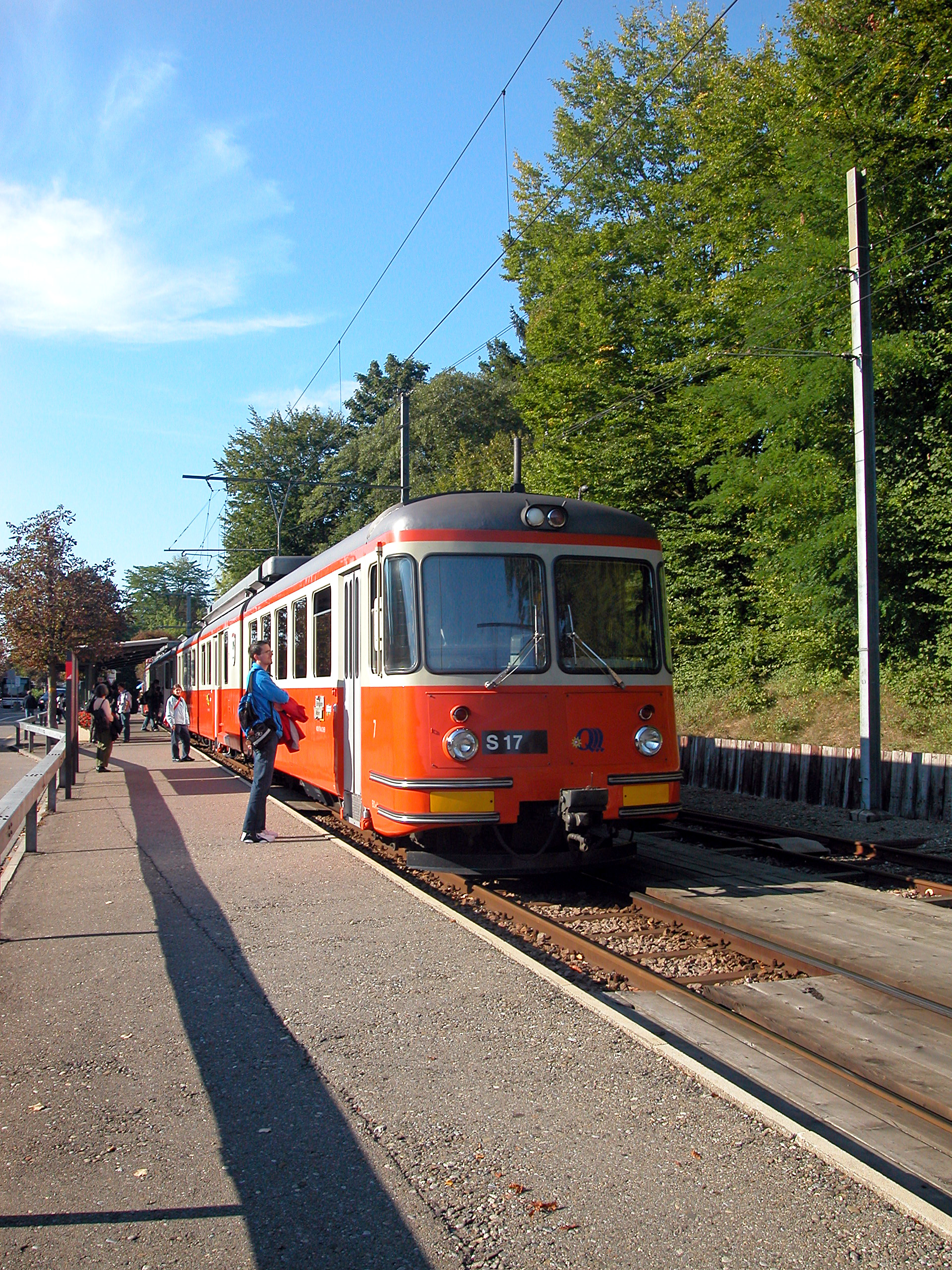
BDe8/8 7号機、ヴォーレン駅

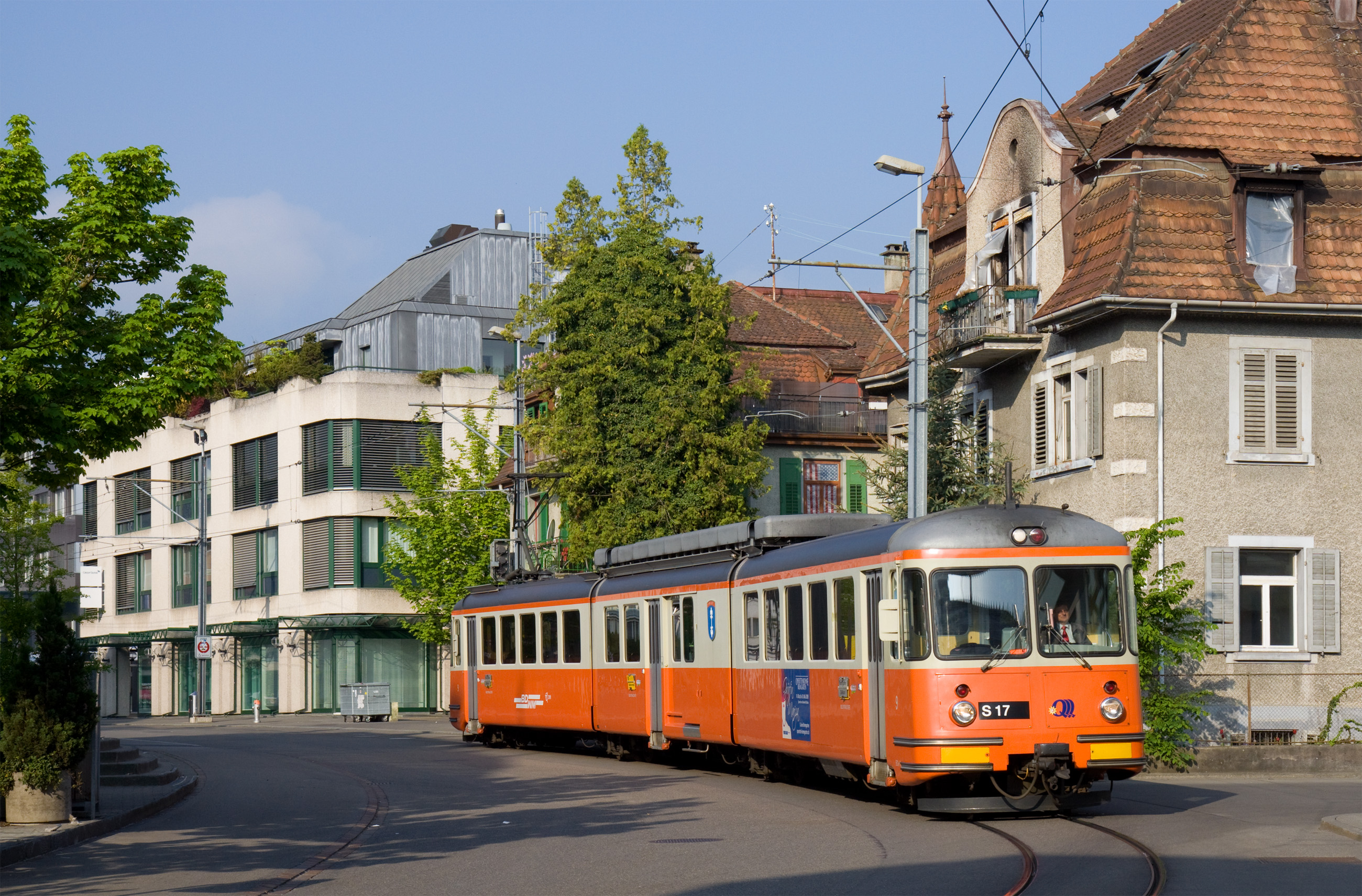
ディーティコン駅付近の併用軌道上を走行するBDe8/8 9号機、チューリッヒSバーンのS17系統

ブレンガルテン-ディーティコン鉄道BDe8/8形電車（ブレムガルテン-ディーティコンてつどうBDe8/8がたでんしゃ）は、スイスのブレムガルテン-ディーティコン鉄道（Bremgarten-Dietikon-Bahn (BD)）が導入し、現在ではその後身であるBDWM交通で使用される電車である。

## 概要
ブレンガルテン-ディーティコン鉄道では、従来Ce2/2形やCe4/4形などの路面電車形電車や1928年、1932年製のBDe4/4形といった電車が客車を牽引する形態の列車が運行されていたが、この近代化を図るために1960年代にさまざまな検討がなされたが、結果として固定編成による列車により効率的なパターンダイヤを組むこととなり、3車体連接式の9編成の電車を1967年に発注したものが本形式であるBDe8/8形であり、車体と機械部分をSWS、電機部分、主電動機をMFOが製造を担当している。BDe8/8形は1-9号機の9編成が製造され、価格は1編成1,046,555スイス・フランで、1969年の1月から7月にかけて3週間ピッチで導入されている。
各機体の機番と製造年、機体名は以下の通り
- 1 - 1969年 - Aargau
- 2 - 1969年 - Zürich
- 3 - 1969年 - Wohlen
- 4 - 1969年 - Bremgarten
- 5 - 1969年 - Zufikon
- 6 - 1969年 - Berikon
- 7 - 1969年 - Widen
- 8 - 1969年 - Rudolfstetten
- 9 - 1969年 - Dietikon

機体名/エンブレム一覧
1号機 Aargau
2号機 Zürich
3号機 Wohlen
4号機 Bremgarten
5号機 Zufikon
6号機 Berikon
7号機 Widen
8号機 Rudolfstetten
9号機 Dietikon

## 仕様

### 車体・走行機器
- 本機は車軸配置Bo'Bo'Bo'Bo'で3車体4台車の連接式で、両端の車体に運転室と2等室が、中間の車体の前位側約1/2に2等室、後位側に荷物室がそれぞれ配置されている。正面は丸みのある2枚窓＋両サイド部の曲面ガラスで、スイス連邦鉄道（スイス国鉄）のRABDe510形電車の3枚窓を2枚窓とした、レーティッシュ鉄道のBe4/4 511-516形電車とほぼ同一のデザインで、正面窓下部に大型の丸型前照灯と小型の丸形標識灯を2箇所ずつと上部中央に小型の丸型前照灯と標識灯が設置されている。
- 側面は窓扉配置1D5-1DD2-5D1（左が前位側、運転室窓-乗降扉-2等室窓=荷物室扉-荷物室窓-乗降扉-2等室窓=2等室窓-乗降扉-運転室窓）で、客室窓は大型の下降窓、乗降扉は4枚折戸、荷物室扉は車体埋込の外吊式の片引戸となっている。なお、本機は併用軌道上の駅からの乗降に対応するため、乗降扉下部に折畳式ステップ1段と車体内にステップ1段を設置している。
- 2等室は2+2列の4人掛けの固定式クロスシートで、両端の車体に5ボックス、中間の車体が2ボックスで、座席はヘッドレストが無く、背摺り上部にパイプが設置されているもので、色はオレンジ色系となっており、荷物室は客室およびデッキとは仕切壁および扉で仕切られて、側壁面には折畳式座席が片側4席ずつ設置されている。なお、室内の天井は白、側壁と荷物室妻壁はベージュ、客室妻壁は茶色の木目調、床は濃茶色である。
- 運転室は、側面には乗務員室扉がなくデッキから出入りをする形態で、スイスやドイツで一般的な円形のハンドル式が設置されているほか、運転室横の窓は下降式でバックミラー付きである。
- 連結器は車体取付で、1本の空気管と70の電気回路も同時に接続できるSAAS[4]製の+GF+[5]自動連結器を装備する。
- 主電動機は定格出力147kWのMFO製Typ ELG 2052直流直巻整流子電動機を4台搭載しており、編成で588kWで、最高速度70km/h、最急勾配60パーミルに対応している。また、主制御器は床下に搭載され、電磁空気単位接触器による抵抗制御式で力行29段、発電ブレーキ14段で制御している。
- 台車は枕ばね、軸ばねともにコイルばねで軸箱支持方式は円筒案内式、主電動機は台車枠に車軸と直角に装荷され、そこからベベルギアとクイル式の駆動装置を経て動輪に伝達される1台車1電動機方式を採用。また、基礎ブレーキ装置はディスクブレーキであるほか、台車中央のレール面上に電磁吸着ブレーキを装備している。
- パンタグラフはシングルアーム式のものを前位側車体の車端側に1基を搭載し、中間車体の屋根上には主制御器用および発電ブレーキ用の抵抗器が設置されるほか、補助電源系統はAC220Vとなっている。
- 塗装
  - 製造時は車体下半部と最上辺部を赤、窓周りおよび乗降扉をライトグレーとし、中央車体の荷物室後位側の側面壁に機体名のエンブレムが設置され、側面の左側車体の窓下にBDの文字の左右に翼状に3本線を配置したブレムガルテン-ディエティコン鉄道のマークが入るもので、屋根および屋根上機器が銀色、床下機器と台車はダークグレーであった。
  - その後車体は下半部と最上辺部がオレンジ色、窓周りがベージュで乗降扉が銀色となり、さらにその後に前面下辺部に黄色の蛍光テープが貼付されているほか、チューリッヒSバーンの路線に指定されて以降は前照灯横部に黒字に白文字で系統番号を表す「S17」のマークが入れられている。また、側面の会社のマークはBDの文字と左右の2本線を段違いに配置した新しいものに変更となり、さらにBDWM交通となってからはBDのマークにWMの文字を追加したマークに変更されている。

### 改造
- 1986年にはシュタドラー・レール社で5号機が改造を受け、乗降をスムーズにするために中間車体の乗降扉を拡幅して両開式のプラグドアに、荷物室窓を大形のものにそれぞれ変更をしたが、この改造の効果は小さく、他の編成には施工されなかった。
- 1987-90年には駆動装置をSIG[6]製の積層ゴムを使用したものに変更して静粛性の向上を図っている。
- 1988年以降乗降扉が自動化されるとともに、座席の改良が実施されて座り心地が向上している。
- 1995年には9号機に対して旅客による自転車の荷物室への持ち込みに対応するために、各機体の中間車体のデッキと荷物室間の仕切壁が撤去する改造が実施され、1997年以降他の機体にも同様の改造が実施されている。

### 主要諸元
- 軌間：1000mm
- 電気方式：DC1200V 架空線式
- 最大寸法：全長32000（11250+9500+11250）mm、全幅2500mm、屋根高3400mm
- 軸配置：Bo'Bo'Bo'Bo'
- 自重：50.5t（機械部分41t、電機部分9.5t）
- 座席定員：93名（2等座席）、8名（折畳座席）、99名（立席）
- 荷重：2t
- 主電動機：直流電動機、定格出力147kW×4台
- 最高速度：70km/h
- 再急通過曲線：33m（本線）、28m（留置線）
- ブレーキ装置：電気ブレーキ、空気ブレーキ、電磁吸着ブレーキ

## 運行

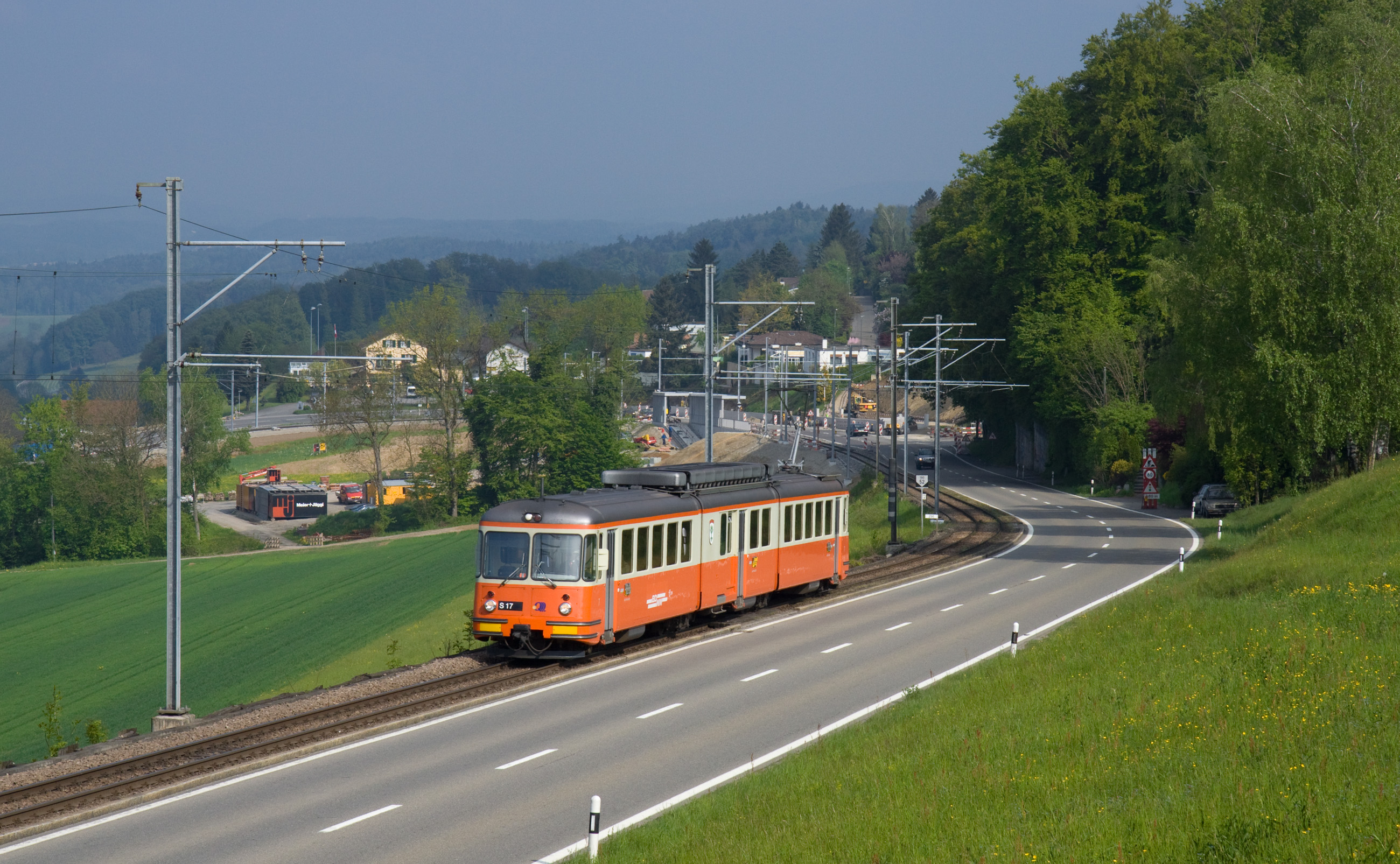
Mutschellen峠を越えるBDe8/8 7号機

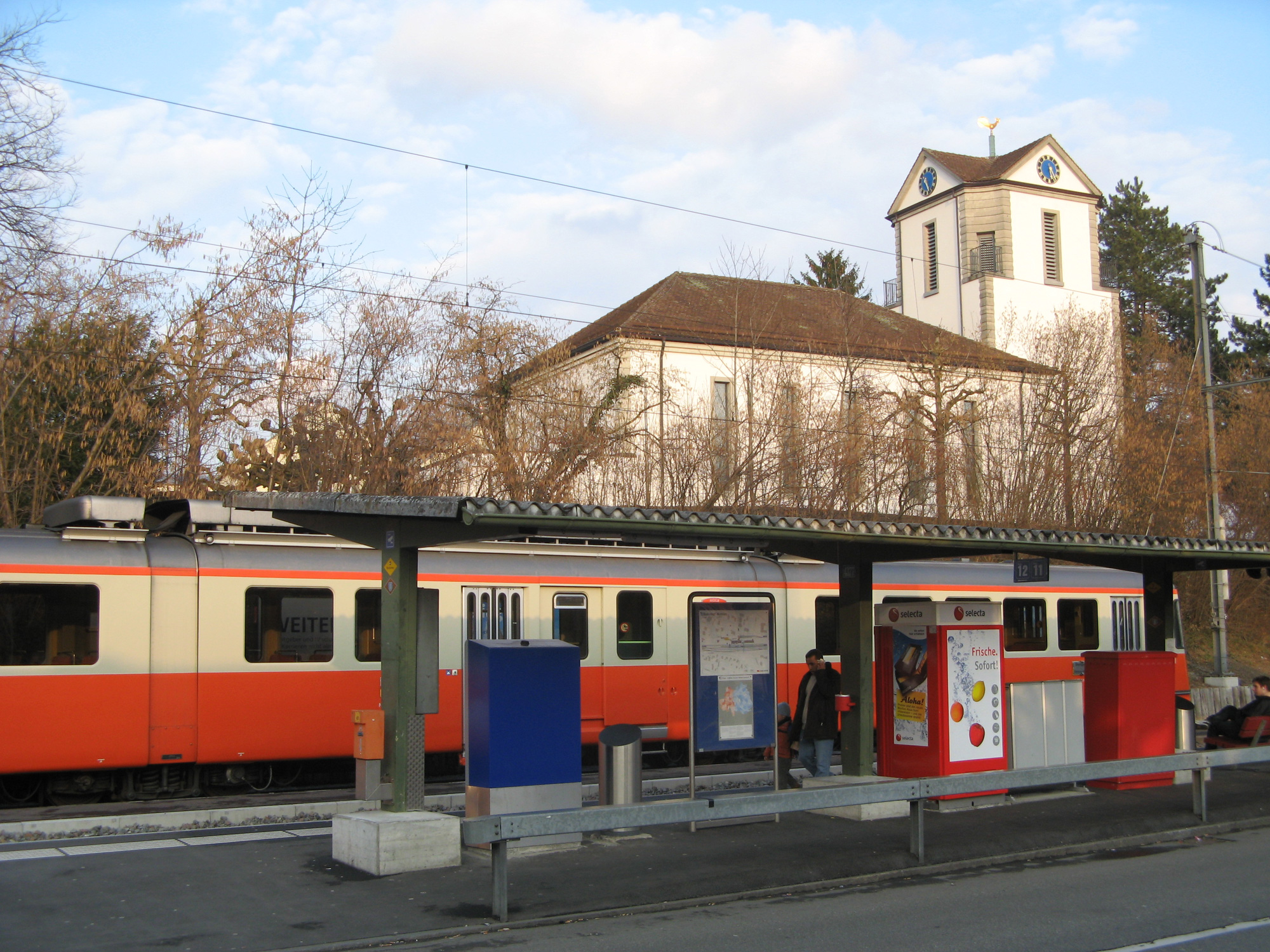
ヴォーレン駅に留置中のBDe8/8形

- 本機は1969年6月1日のダイヤ改正から運用が開始され。単機もしくは重連で使用されている。
- 1969年10月22日には1号機と4号機が正面衝突事故を起こしており、復旧に際して損傷した4号機の後位側の車体と1号機の後位側の車体が振り替えられている。
- ブレンガルテン-ディエティコン鉄道はアールガウ州のヴォーレンからブレンガルテンを経由してチューリッヒ州のディーティコンに至る18.9kmの路線であり、最急勾配56パーミル、最急曲線半径33m、標高389-550mの路線であり、両端駅でスイス国鉄に接続するほか、ヴォーレンからブレンガルテン西間6.4kmは1435mm軌間の旧ヴォーレン-マイスターシュヴァンデン鉄道線との三線軌条、ディーティコン付近約1.3kmは併用軌道となっている。
- 1990年5月27日にはチューリッヒのSバーンに指定されてS-17系統となってアールガウ州からチューリッヒ州への通勤路線として運行されており、1995年には一部区間の複線化が行われている。
- なお、1号機が1969年4月1日から7月20日までの間事故によって車両不足になっていたフラウエンフェルト-ヴィル鉄道[7]に貸し出されて運用されたほか、3号機が1969年の9月9日から10月6日にかけてソロトゥルン-ツォリコーフェン-ベルン鉄道[8]とベルン-ヴォルブ連合鉄道[9]に貸し出されて試験運用されている。
- BDWM交通では2009年以降従来の本形式9編成と1993年製の部分低床式電車であるBe4/8形5編成[10]をすべてシュタッドラー製の部分低床式電車ABe4/8形14編成で置き換えることとしており、本機は順次廃車となり、2011年3月31日に全機運用を離れている。
- 廃車後は8編成は解体されているが、BDe8/8 7号機が動態保存されてブレムガルテン-ディエティコン鉄道で運行されることとなっている。